# Пискони
Пискони — деревня в Печорском районе Псковской области России. Входит в состав сельского поселения «Новоизборская волость».
Расположена в 5,5 км к юго-западу от волостного центра, деревни Новый Изборск.

## Население
Численность населения деревни на конец 2000 года составляла 25 жителей.
| 2001 | 2002 | 2010 |
| ---- | ---- | ---- |
| 25   | ↘17  | ↘14  |